# Nguyễn Chí Thanh
Nguyễn Chí Thanh (Thua Thien-Hue, 1º gennaio 1914 – Hanoi, 7 luglio 1967) è stato un generale e politico vietnamita.
Importante esponente del Partito dei Lavoratori del Vietnam del Nord, assunse fondamentali incarichi nella guerra d'Indocina e soprattutto nella guerra del Vietnam dove diresse il movimento Viet Cong fino alla prematura morte per malattia nel luglio 1967.
Nel 1964 assunse la responsabilità politico-militare del cosiddetto Ufficio centrale in Vietnam del Sud che guidava le operazioni dei Viet Cong. Legato alla corrente estremistica di Lê Duẩn, Thanh si fece promotore di una condotta aggressiva della guerra in Vietnam nonostante l'arrivo delle truppe di terra degli Stati Uniti e favorì l'adozione di tattiche di combattimento ravvicinato per controbattere la potenza di fuoco americana, popolarizzando tra i combattenti vietcong l'espressione "afferrare il nemico per la cintura".
Morì per un'improvvisa malattia nell'estate 1967 dopo essere ritornato da pochi giorni in Vietnam del Nord per far approvare i suoi piani di attacco generale che sarebbero poi stati applicati nell'offensiva del Têt.

## Biografia
Nguyễn Chí Thanh in realtà si chiamava Nguyễn Vịnh, ed era nato il 1º gennaio 1914 in un villaggio del distretto di Quang Dien nella Provincia di Thua Thien-Hue. Egli era il sesto figlio di Nguyễn Hán e Trần Thị Thiển; in totale la famiglia comprendeva oltre ai genitori, undici figli. Il giovane trascorse quindi i primi anni della sua vita in una modesta famiglia contadina della provincia vietnamita; la situazione economica familiare peggiorò con la morte del padre, avvenuta quando Thanh aveva quattordici anni; egli dovette abbandonare la scuola e iniziare a lavorare all'interno della società contadina del villaggio.
Nel 1934 la vita di Thanh ebbe una svolta decisiva; egli si unì al movimento rivoluzionario del fronte popolare e nel 1937 entrò a far parte del Partito comunista indocinese nel quale vedeva una forza patriottica e popolare che combatteva a favore delle masse. Divenne rapidamente una figure importante del movimento, assumendo la carica di assistente del segretario del comitato del partito per la provincia di Thua Thien. Per la sua attività rivoluzionaria, l'autorità coloniale francese prese ripetutamente provvedimenti restrittivi verso il giovane militante comunista; Thanh venne arrestato e detenuto in prigione numerose volte dal 1938 al 1943 nei centri di reclusione a Huế, Lao Bảo, Buôn Ma Thuột. L'assunzione completa del potere in Indocina da parte del Giappone il 9 marzo 1945, nella fase finale della seconda guerra mondiale, ebbe importanti conseguenze politico-militari; inoltre i prigionieri detenuti dai francesi, tra cui Nguyễn Chí Thanh, furono rilasciati. Il giovane rivoluzionario riprese subito la sua attività politica; l'effimero dominio giapponese stava per crollare e il movimento Viet Minh di Ho Chi Minh stava disperatamente cercando di raggiungere l'indipendenza nazionale. Thanh divenne uno dei principali collaboratori del capo del Viet Minh, venne eletto segretario del comitato di partito per la Regione IV e fu delegato a partecipare al Congresso popolare nazionale dell'agosto 1945.

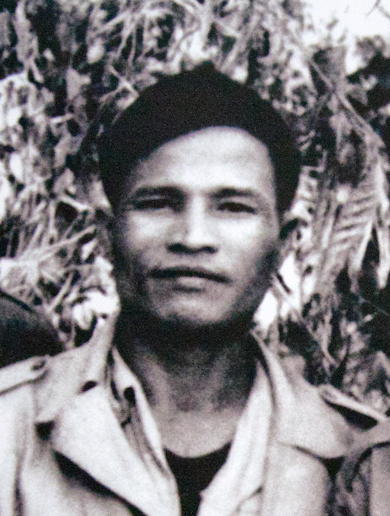
Nguyễn Chí Thanh in una foto del 1951

Fu nel congresso del partito comunista di Tân Trào, che egli assunse il suo nome di guerra "Nguyễn Chí Thanh" e incontrò per la prima volta i massimi dirigenti del Viet Minh, tra cui Ho Chi Minh e Võ Nguyên Giáp; nel corso dei lavori congressuali venne eletto nel Comitato Centrale del partito e ricevette il mandato di segretario del comitato con l'incarico di illustrare ai governi dell'America centrale la rivoluzione nazionalistica del Vietnam. L'importanza di Thanh all'interno del movimento Viet Minh crebbe costantemente mentre la guerra d'Indocina contro la Francia proseguiva con alterne vicende; dopo essere stato dal 1948 al 1950 il segretario politico del Comitato regionale IV, nel 1950 divenne il presidente del dipartimento politico dell'Esercito Popolare del Vietnam, un incarico di grande rilievo che assegnava a Thanh il controllo dell'ortodossia ideologica e dell'adeguamento delle forze militari alle direttive del partito comunista.
Nell'anno seguente 1951 si tenne il Secondo congresso generale del partito e Nguyễn Chí Thanh entrò a far parte del ristrettissimo centro di potere principale del Viet Minh, divenendo membro del Politburo; in questa occasione venne immesso nel Politburo anche Lê Duẩn che divenne da quel momento il principale alleato e sostegno politico di Thanh all'interno del movimento. Le posizioni politiche e le valutazioni strategico-militari di Thanh erano radicali, aggressive e oltranziste e coincidevano in gran parte con quelle di Le Duan e Lê Đức Thọ. Come più autorevole rappresentante del partito comunista all'interno delle forze armate inoltre Thanh divenne il principale rivale del generale Giap che favoriva una maggiore professionalizzazione delle forze armate e una strategia bellica meno ambiziosa. Thanh al contrario seguiva fedelmente le strategie della Rivoluzione cinese di Mao Tse Tung, privilegiava le tattiche offensive basate sulla coesione ideologica e lo spirito rivoluzionario minimizzando i fattori tecnico-militari concreti della guerra contro i francesi.